# Хельфер, Армин
Армин Хельфер (нем. и итал. Armin Helfer, родился 31 мая 1980 в Брунико) — итальянский хоккеист австрийского происхождения, защитник клуба «Пустерия» и сборной Италии.

## Достижения

### В клубах
- Чемпион Италии: 2002, 2003, 2004, 2005, 2006
- Вице-чемпион Италии: 2011
- Обладатель Кубка Италии: 2002, 2004, 2005, 2011
- Обладатель Суперкубка Италии: 2001, 2002, 2006

### В сборной
- Победитель чемпионата мира в первом дивизионе: 2011
- Лучший защитник чемпионата мира в первом дивизионе: 2011